# Paranapoema
Paranapoema is een gemeente in de Braziliaanse deelstaat Paraná. De gemeente telt 2.818 inwoners (schatting 2009).

## Aangrenzende gemeenten
De gemeente grenst aan Colorado, Inajá, Itaguajé, Jardim Olinda, Paranacity en Teodoro Sampaio (SP).